# Callitrichales
Callitrichales é uma ordem de plantas dicotiledóneas.
No sistema Cronquist, de 1981, esta ordem é composta por três famílias:
- - família Callitrichaceae
  - família Hippuridaceae
  - família Hydrostachyaceae

Uma das particularidades das plantas desta ordem é o de apresentarem flores que possuem apenas um estame.
Para a classificação filogenética, esta ordem não é mais pertinente. As famílias Callitrichaceae e Hippuridaceae fazem parte da família Plantaginaceae, na ordem Lamiales, e a família Hydrostachyaceae é colocada na ordem Cornales.